# Сьвінярсько
Сьвінярсько (пол. Świniarsko) — село в Польщі, у гміні Хелмець Новосондецького повіту Малопольського воєводства.
Населення — 2923 особи (2011).

## Демографія
Демографічна структура станом на 31 березня 2011 року:
|          | Загалом | Допрацездатний вік | Працездатний вік | Постпрацездатний вік |
| -------- | ------- | ------------------ | ---------------- | -------------------- |
| Чоловіки | 1460    | 422                | 944              | 94                   |
| Жінки    | 1463    | 367                | 907              | 189                  |
| Разом    | 2923    | 789                | 1851             | 283                  |